# Зависання
Зависання (англ. hang) — комп'ютерне явище, за якого одна чи кілька програм або вся операційна система перестають нормально виконувати свої функції і реагувати на дії користувача. В цей момент зображення, що виводиться програмою на монітор, застигає на відміну від помилки виконання, за якої на екран видається відповідне повідомлення.[джерело?]
Продовжити роботу програми можливо тільки вивантаживши її з пам'яті і запустивши на виконання знову.[джерело?] В більшості сучасних операційних систем передбачена можливість переривання виконання програм, наприклад — команда kill (команда) в Unix-подібних системах чи диспетчер задач в Windows, а також команда taskkill в Windows XP. У випадку повного зависання ОС, коли вона не реагує на введення з клавіатури або миші, роботу можна продовжити тільки після повного перезавантаження операційної системи.
Причинами зависання є помилки в програмуванні, найчастіше  неправильне завершення циклів чи, в багатозадачних ОС, взаємне блокування процесів або неправильне використання пам'яті програмами, а також помилки в драйверах. Крім того, зависання може виникнути в результаті апаратного збою технічних засобів комп'ютера (наприклад, перегрів, пошкоджена оперативна пам'ять).

## Визначення
В широкому розумінні зависанням є такий стан системи, в якому вона не може продовжувати роботу далі. В системах без часу зависанням є стан системи, в якому вона не може виконати жодну дію. Однак в автоматах з часом переходи відповідають як плину часу, так і виконанню дій. Відповідно в цих випадках умови порушення вимог прогресу можуть різнитись.